# Hipótesis nula

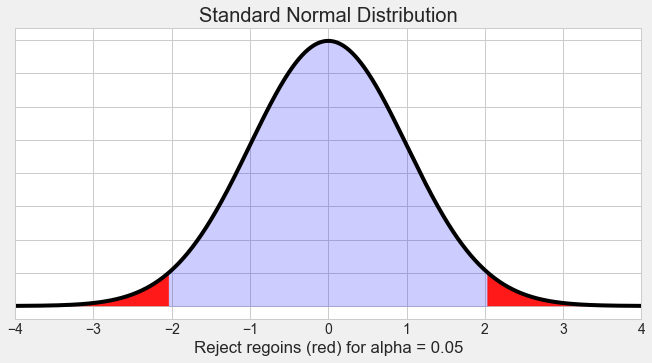
Gráfica de la conjetura cero (Hipótesis Nula).

En estadística, una hipótesis es una afirmación sobre un parámetro que sucede de la población (como la media o desviación típica), y se representa con H0. Es un punto de partida para la investigación que no se rechaza a menos que los datos de la muestra parezcan evidenciar que es falsa (es decir, que sí hay una relación entre los parámetros o fenómenos). Técnicamente, la hipótesis nula es una aplicación a la estadística del método de reducción al absurdo, por el cual se supone, en principio, lo contrario de lo que se desea probar, hasta que los datos y pruebas obtenidas demuestran que el punto de partida era falso o absurdo y, por tanto, se rechaza. De esa forma, se demuestra lo que se quería probar. Dado que la hipótesis nula tiene la forma lógica de un enunciado universal, para afirmar que la hipótesis nula es verdadera se requiere estudiar a toda la población. La hipótesis nula generalmente incluye un no en su enunciado.
El término hipótesis nula surge de las primeras aplicaciones agrícolas y médicas de la estadística. Con el fin de probar la efectividad de un nuevo fertilizante o un nuevo medicamento, la hipótesis de la cual se parte es que su aplicación no tiene efecto, es decir, no hay diferencia entre las muestras tratadas y las no tratadas.
Si los resultados de nuestra muestra no respaldan la hipótesis nula, se rechaza la hipótesis, y la conclusión que se acepta y que afirma que existe alguna relación entre las muestras se llama hipótesis alternativa (H1).

## Ejemplos
Si, por ejemplo, se quiere demostrar que una batería dura más (o menos) de seis horas, la hipótesis nula será:
- H0: La duración promedio de una batería no es igual a seis horas.

Es decir, no hay relación entre la duración de la batería y el parámetro matemático: μ=6 horas. La hipótesis alternativa (a probar) es H1: La duración promedio de la batería es diferente de 6 horas.
- Hipótesis nula para la distribución χ²:

«Si este material genético segrega en proporciones mendelianas, no habrá diferencias entre las frecuencias observadas (Oi) y las frecuencias esperadas (Ei)».
- Hipótesis nula para la distribución t de Student:

«Si la humedad no influye sobre el número de huevos por desove, no habrá diferencias entre las medias de esta variable para cada región».

## Posibles errores
En toda investigación estadística, para probar una hipótesis es clave seleccionar una muestra representativa de la población de estudio. La hipótesis nula no es una excepción. Si el muestreo no se realiza adecuadamente, entonces es posible aceptar (o rechazar), con base en las muestras, equivocadamente una hipótesis nula.[cita requerida]
Por ejemplo: Tengo 1000 productos. Hipótesis nula: los productos no difieren de la especificación en cuanto a su peso. Para comprobar que un producto tiene el peso correcto, tomo una muestra de diez productos. Puede suceder que esos diez productos tengan el peso exacto y el resto no (debido, por ejemplo, a que los escogí todos de un mismo lote, de un mismo día, de un mismo lugar, de una misma máquina procesadora..., por lo que mi muestra no es representativa. Basándome en la muestra aceptaría la hipótesis nula y afirmaría que los productos tienen el peso correcto, cuando la realidad es otra.[cita requerida]